# وظيفته الجديدة (فلم 1915)
وظيفته الجديدة (بالإنجليزية: His New Job)، يعرف أيضا بأسم (تشارلي المبتدئ)، وهو فيلم كوميدي أمريكي صامت من عام 1915 بطولة وإخراج تشارلي تشابلن. وهذا الفيلم الأول لتشارلي في استوديوهات إساناي بعد أن ترك استوديوهات كيستون.

## القصة
يجلس تشارلي في طابور اختبار أداء لإحدى الشركات. وتُجرى مقابلة مع الفتاة التي بجانبه أولاً وتحصل على عقد على الفور. يدخل رجل غريب المظهر ويتخطى الطابور للمقابلة التالية. يدخل رجل آخر ويتشاجران على من هو التالي.
يدخل تشارلي مرتين إلى المجموعة أثناء التصوير. يرسله المخرج للعمل مع النجار. في متجر الدعائم، ويصبح مهووسًا بتمثال أنثوي كلاسيكي.
عندما يجري فصل أحد الممثلين الذي يلعب دور ضابط بروسي يرتدي الزي الرسمي الكامل، يُطلب إلى تشارلي أن يحل محله. يرتدي تشارلي زيًا أقل أناقة إلى حد ما وهو في طريقه إلى المجموعة عندما يشتت انتباهه النجار الذي يلعب النرد. ويبدآن بالمقامرة.
عندما يصل أخيرًا إلى التمثيل، يفسد مشهده، ويدمر المجموعة عن طريق الخطأ، ويستخدم تنورة نجمة الفيلم لمسح وجهه.

## طاقم التمثيل
- تشارلي تشابلن - إضافي للفيلم
- بن توربين - إضافي للفيلم، بعد الظهر
- شارلوت مينيو - إضافي للفيلم
- ليو وايت - ممثل، ضابط خيّال
- روبرت بولدر - رئيس الاستوديو
- شارل جاكوب ستاين - مخرج
- آرثر دبليو بيتس - نَجّار
- جيس روبنز - مصور
- غلوريا سوانسون - إضافي، ستينوغرافر (غير معتمد)

## وصلات خارجية
- وظيفته الجديدة على موقع IMDb (الإنجليزية)
- وظيفته الجديدة على موقع أول موفي (الإنجليزية)
- وظيفته الجديدة على موقع فيلمافينيتي (الإسبانية)
- وظيفته الجديدة على موقع قاعدة بيانات الفيلم (الإنجليزية)
- وظيفته الجديدة على موقع ليتربوكسد (الإنجليزية)
- وظيفته الجديدة على موقع كينوبويسك (الروسية)
- وظيفته الجديدة متوفر للتحميل المجاني على أرشيف الإنترنت